# بنيجاميم رومانو
بنيجاميم رومانو مواليد 19 أغسطس 1969 في لواندا، هو لاعب كرة سلة أنغولي معتزل. لعب مع بترو إتليتيكو في الدوري الأنغولي لكرة السلة كلاعب هجوم خلفي. مثّل منتخب بلاده. شارك في دورة الألعاب الأولمبية الصيفية سنة 1992. حقق المركز الأول في بطولة أمم أفريقيا لكرة السلة 1993. اعتزل اللعب في 2003.

## سجل المنافسة
شارك في المنافسات التالية:
- الألعاب الأولمبية الصيفية 1996
- الألعاب الأولمبية الصيفية 1992

## الميداليات
| الميدالية | المسابقة                          |
| --------- | --------------------------------- |
| ذهبية     | بطولة أمم أفريقيا لكرة السلة 1993 |

## روابط خارجية
- بنيجاميم رومانو على موقع الاتحاد الدولي لكرة السلة (الإنجليزية)
- بنيجاميم رومانو على موقع الاتحاد الدولي لكرة السلة (الإنجليزية)
- بنيجاميم رومانو على موقع كرة السلة الأوروبية.كوم (الإنجليزية)
- بنيجاميم رومانو على موقع كلية كرة السلة في سبورتس رفرنس.كوم (الإنجليزية)
- بنيجاميم رومانو على موقع ريلجم (الإنجليزية)
- بنيجاميم رومانو على موقع بروبوليرز (الإنجليزية)
- بنيجاميم رومانو على موقع سبورتس رفرنس (الإنجليزية)
- بنيجاميم رومانو على موقع أوليمبيديا (الإنجليزية)